# Necropoli longobarda di Sant'Albano Stura
La necropoli longobarda di Sant'Albano Stura è una delle più importanti necropoli longobarde italiane e europee.
È stata scoperta per caso, nella primavera 2009, nel corso dei lavori per la realizzazione dell'autostrada A33 Asti-Cuneo.
La necropoli, nonostante l'elevato numero di tombe (circa 800) e la vastità dell'area (oltre 3000 m²), è rimasta a cielo aperto solo il tempo necessario (circa 1 anno) per effettuare tutti gli studi e rilievi scientifici, dopodiché si è proceduto a ricoprirla per permettere la continuazione del tratto autostradale. La scelta è stata dettata dal cattivo stato di conservazione del sito, peraltro privo di strutture murarie ma composto solo da materiale terroso e litoide.
Dal sito sono stati prelevati reperti e interi blocchi terrosi (pani) da analizzare in laboratorio.

## Localizzazione
La necropoli longobarda di Sant'Albano Stura è sita nella provincia di Cuneo, più precisamente nel comune di Sant'Albano Stura, a sud, in prossimità della frazione Ceriolo. La sua posizione è sulla destra orografica del fiume Stura di Demonte, su un alto terrazzo fluviale in corrispondenza dell'inizio della scarpata che scende rapidamente verso l'alveo.

## Storia
La necropoli è di origine altomedievale, utilizzata in un arco di tempo di circa un secolo, dal 600 d.C. fino agli inizi dell'VIII secolo. È composta da quasi 800 tombe in piena terra su una superficie di circa 3000 m². Non vi sono strutture murarie o marmoree. 
La sua scoperta è stata fondamentale per comprendere la dinamica delle popolazioni longobarde e ha permesso di confermare la loro presenza nel Piemonte sudoccidentale, in precedenza limitata soprattutto a un ritrovamento presso la chiesa di S. Gervasio di Centallo (CN) e altri sporadici reperti.
Inizialmente gli archeologi hanno esplorato 554 tombe; nella primavera 2011 lo scavo è continuato verso nord e sud, portando alla luce altre 222 tombe; rimane da indagare una piccola porzione a nord-ovest, probabilmente il nucleo più antico. Le tombe sono disposte in file parallele con sviluppo nord-sud, ognuna con una media 40-50 fosse. La maggior parte delle tombe, scavate in piena terra, erano fosse semplici a forma sub-rettangolare, più raramente ellittica o irregolare, sormontate da tumuli pietrosi, probabilmente atti a contenere un tumulo di terra. In alcuni casi si sono rilevate tombe con 4 buche di palo angolari, allo scopo di proseguire sopraterra come costruzioni legnose (“case della morte”). È stata scoperta un'unica cappuccina, ossia una tomba infantile costruita grazie all'uso di tegulae di età romana, ovviamente reimpiegate.
All'interno mostrano sul fondo, verso le estremità, ciottoli e pietre utili a sorreggere un tavolato ligneo; la presenza di un cuscino cefalico ha confermato l'orientamento del corpo con il capo verso ovest. Poco si sa dell'età di morte e del sesso degli inumati in quanto i resti ossei non si sono conservati, probabilmente a causa della composizione del terreno. Si sono comunque studiati altri a elementi quali le dimensioni della fossa e la composizione dei corredi.
Due terzi circa delle sepolture hanno restituito monili femminili, oppure armi con relativi complementi o altri tipi di piccole offerte, mentre un terzo ne era privo.
Dai corredi femminili sono emerse “parures” con fibule a ‘S' (a volte in coppia, come nella tomba 375) che sembrano appartenere alla tradizionale cultura longobarda. L'influsso di altre culture si manifesta con la presenza di fibule con forme di animali e orecchini di svariate fogge, mentre la presenza sporadica di monili in oro segnala la ricchezza di alcuni membri della comunità. 
Dai corredi maschili, 48 fosse includevano cinture atte al porto delle armi, con guarnizioni in ferro ageminato e spesso decorate con raffigurazioni zoomorfe di origine germanica.
Le attività agricole hanno compromesso gli strati superficiali dell'area, ma gli studi stratigrafici e alcune indagini puntuali hanno consentito di stimare la profondità media delle fosse al valore di 1 metro.